# Комплексное автоматизированное производство
Комплексное автоматизированное производство (англ. computer-integrated manufacturing (CIM)) — это подход к построению производства с использованием компьютеров, управляющих всеми производственными процессами. Такая интеграция позволяет обмениваться информацией о состояниях отдельных процессов и инициировать управляющее воздействие. Внедрение компьютерных технологий позволяет ускорить производство и снизить процент ошибок, однако основным преимуществом является возможность создания автоматизированных производственных процессов. Обычно CIM относится к процессам управления с обратной связью, основанных на данных, поступающих от различных датчиков в режиме реального времени (известно как "гибкая архитектура" и "гибкое производство").

## Обзор
Комплексное автоматизированное производство применяется в автомобильной, авиационной, космической и судостроительной промышленности. Термин «комплексное автоматизированное производство» - это и метод производства, и название компьютерной автоматизированной системы, в которой организовано выполнение отдельных инженерных, производственных, маркетинговых и вспомогательных функции производственного предприятия. С помощью CIM проектирование, анализ, планирование, закупки, учет затрат, управление запасами и логистика связаны посредством компьютерной системы с функциями производственного подразделения, такими как обработка материалов, что обеспечивает прямой контроль и мониторинг всех этапов жизненного цикла.
Как метод производства, три компонента отличают CIM от других технологий:
1. Средства для хранения, поиска, обработки и представления данных;
2. Механизмы восприятия состояния и модификации процессов;
3. Алгоритмы объединения функции обработки данных с самим датчиком.

CIM является примером внедрения информационных и коммуникационных технологий (ИКТ) в производство.
CIM подразумевает обмен информацией по крайней мере двух компьютеров, например, контроллер манипулятора и микроконтроллер.
При рассмотрении вопроса о внедрении CIM принимается во внимание объем производства, опыт компании или персонала во внедрении, уровень внедрения в сам продукт и в производственные процессы. CIM наиболее полезно в тех случаях, когда на предприятии уже достигнут высокий уровень ИКТ, например внедрены и работают системы CAD / CAM, доступность планирования процесса и его данных.

## История
Идея «цифрового производства» получила распространение в начале 1970-х годов, когда была выпущена книга доктора Джозефа Харрингтона «Комплексное автоматизированное производство». Тем не менее, только в 1984 году производители станков, Ассоциация компьютерных и автоматизированных систем и Сообщество инженеров-технологов (CASA/SME) начали разрабатывать и продвигать комплексное автоматизированное производство.
«CIM — это интеграция всего производства в информационные системы и системы передачи данных в сочетании с новыми управленческими принципами, которые повышают организационную и кадровую эффективность».
В исследовании говорится, что было опубликовано 37 различных концепций CIM, большинство в Германии и США.

## Ключевые положения

### Основные проблемы
Существует три основных проблемы в разработке бесперебойно работающей комплексной автоматизированной производственной системы:
1. Интеграция компонентов различных поставщиков. В случаях, когда различное оборудование (напр., станки с ЧПУ, конвейеры и роботы), использует разные протоколы передачи данных (а в случае с AGV даже разная длительность зарядки батарей) могут вызвать проблемы;
2. Целостность информации: чем выше степень автоматизации, тем важнее целостность данных, используемых для управления машинами. Несмотря на то, что система CIM экономит трудозатраты на эксплуатацию машин, она требует дополнительного человеческого труда для обеспечения надлежащих средств обеспечения сигналов передачи данных, которые используются для управления машинами;
3. Управление процессом: Компьютеры могут использоваться для помощи операторам в производстве, однако всегда должен быть доступен компетентный инженер, чтобы реагировать на обстоятельства, которые не могут быть предусмотрены разработчиками программного обеспечения.

### Подсистемы
Комплексное автоматизированное производство - это не то же самое, что «полностью автоматизированное производство», которое работает автономно от человека, хотя является шагом в этом направлении. Часть системы CIM включает быстро переналаживаемое производство. 
Некоторые или все из следующих подсистем могут быть найдены в операции CIM:
- CAD (computer-aided design);
- CAE (computer-aided engineering);
- CAM (computer-aided manufacturing);
- CAPP (computer-aided process planning);
- CAQ (computer-aided quality assurance);
- PPC (production planning and control);
- ERP (enterprise resource planning);
- Обычная база данных как элемент бизнес-системы.

Необходимые устройства и оборудование:
- Станки с ЧПУ
- Станки с ПЧУ
- ПЛК
- Роботы
- Компьютеры
- Программное обеспечение
- Микроконтроллеры
- Вычислительные сети
- Интерфейсы
- Оборудование для мониторинга

Технологии:
- FMS (гибкая производственная система)
- ASRS (автоматизированные складские системы)
- AGV (автоматически управляемое транспортное средство)
- Robotics (робототехника)
- Автоматические конвейеры

Прочее:
- Бережливое производство

### CIMOSA (Архитектура открытой системы комплексного автоматизированного производства)
CIMOSA - это европейское предложение об архитектуре открытых систем для CIM, сделанное в 1990 годах, разработанное консорциумом AMICE (Ассоциация крупных европейских компаний, существовавшая в 1980-1995 годах) как серия проектов ESPRIT (стратегические программы Евросоюза по исследованию информационных технологий). Целью CIMOSA было «помочь компаниям управлять изменениями и объединять их оборудование и операции в условиях мировой конкуренции. CIMOSA обеспечивает согласованную архитектурную основу как для моделирования предприятия, так и для интеграции предприятия, как это требуется в средах CIM».
CIMOSA предлагает решение для интеграции бизнеса с четырьмя типами продуктов:
1. Среда моделирования предприятия, которая предоставляет эталонную архитектуру для построения архитектуры предприятия;
2. CIMOSA IIS, стандарт для физической и прикладной интеграции;
3. CIMOSA Systems Life Cycle - это модель жизненного цикла для разработки и развертывания CIM.
4. Входы для стандартизации, основы для разработки международных стандартов.

## Применение
Комплексное автоматизированное производство внедряется в различных отраслях, к примеру:
- В промышленной и производственной инженерии;
- В машиностроении;
- В области автоматизации проектирования.